# 東千晃
東 千晃（あずま ちあき、1953年3月10日 - ）は、東京都世田谷区出身の女優。宝塚歌劇団卒業生（雪組・星組トップ娘役を歴任）。

## 人物
出身校は神戸松蔭女子学院。公称身長158センチ。
愛称は、ドイツ語の「女の子」という意味の「メッチェン（Mädchen）」と本名を短縮して「メッチ」。

## 略歴
1970年、56期生として宝塚歌劇団に入団。同期には麻実れい、夏川るみ（現・小柳ルミ子）がいる。雪組公演『四季の踊り絵巻／ハロー!タカラヅカ』で初舞台を踏む。宝塚入団時の成績は70人中10位。
8月、関西テレビ番組『宝塚ヤングバラエティーショー』に出演するユニット「バンビーズ」の5期生に選ばれる。翌年12月までほぼ毎週テレビ出演する事となる。
1971年3月8日、星組配属。
1976年、雪組トップ汀夏子の相手役として、雪組に異動。『あかねさす紫の花』『丘の上のジョニー』などに出演。
1979年、星組に復帰。トップ娘役遥くららにつぐ2番手娘役という扱いだった。MBS連続ドラマ『密告者』に出演する。
1980年、遥の雪組への組替えにより、星組トップ娘役に。瀬戸内美八の相手役となる。
1982年、宝塚大劇場の1〜2月公演ミュージカル『ミル星人パピーの冒険』とショー『魅惑』、同年4月の東京宝塚劇場公演ミュージカル『小さな花がひらいた』とショー作品『魅惑』を最後に同年4月30日付で宝塚歌劇団を退団。
退団後、芸能界本格進出、映画、『蔵』、『白い野望』他、舞台に多数出演している。

## 宝塚歌劇団時代の主な舞台
※『歌劇』1982年4月号（宝塚歌劇団）の86-87頁を参考にした。

### 初舞台・星組時代
- 『四季の踊り絵巻』／『ハロー!タカラヅカ』（雪組）（1970年4月〜5月）＊初舞台
- 『いつの日か逢わん』新人公演：春風（本役：衣通月子）（1972年1月）
- 『さすらいの青春』新人公演：イングリット（本役：衣通月子）（1972年7月）
- 『花かげろう』新人公演：三の君（本役：沢かをり）（1973年4月）
- 『この恋は雲の涯まで』新人公演：チャレンカ（本役：衣通月子）（1973年9月）
- 『アルジェの男』ビビアン、新人公演：エリザベート（本役：沢かをり）（1974年8月）
- 『ブリガドーン』マギー・アンダソン（1974年11月）
- 『屋根裏の妖精たち』ピュア、第一回新人公演：グラディ（本役：玉梓真紀）（1975年5月〜7月）
- 『ザッツ・ファミリー』ジュリエット（1975年11月〜12月）
- 『ベルサイユのばらIII』ナタリー、赤い花のプリンセス（1976年3月〜5月）

### 雪組・雪組トップ娘役時代
- 『星影の人』おみよ、第一回新人公演：玉勇（本役：高宮沙千）、第二回新人公演：染香（本役：松本悠里）（1976年6月〜8月）
- 『鶯歌春』李鶯蓮／『マンハッタン・ラグ』ナタリー（1977年2月〜3月）
- 『あかねさす紫の花』額田女王（1977年7月〜8月）
- 『風と共に去りぬ』スエレン（1978年1月〜2月）
- 『丘の上のジョニー』スージー（1978年6月〜8月）
- 『春風の招待』ジジ（1979年1月〜2月）

### 星組トップ娘役時代
- 『高木彬光シリーズ・密告者』（MBSテレビ連続ドラマ、1979年6月〜7月放送）
- 『アンタレスの星』ユージェニー／『薔薇パニック』アリス（1979年9月〜11月）
- 『心中・恋の大和路』かもん太夫（宝塚バウホール、1979年11月〜12月）
- 『恋の冒険者たち』オリヴィア／『フェスタ・フェスタ』ベニスの歌う女（1980年3月〜5月）
- 『響け!わが歌』城戸口の音羽／『ファンシー・ゲーム』（1980年8月〜9月）
- 『美しき忍びの季節』小笹／『ニュー・ファンシー・ゲーム』（東京、1980年12月）
- 『小さな花がひらいた』おりつ（1981年2月〜3月）
- 『海鳴りにもののふの詩が』ユリーヌ（1981年8月〜9月）
- 『ミル星人パピーの冒険』アン王女／『魅惑』ケティ（1982年1月〜2月）
- 『小さな花がひらいた』おりつ／『魅惑』（東京、1982年4月）

## 宝塚退団後の主な出演

### テレビドラマ
- 澪つくし（1985年　NHK）三隅照子役
- 土曜ワイド劇場 / 黒真珠の美女 江戸川乱歩の「心理試験」（1985年、テレビ朝日・松竹） 橋口弓枝役
- 大岡越前（TBS / C.A.L）
  - 第9部 第26話「吉宗暗殺仇討ちの陰謀」（1986年4月21日） 綾乃役
  - 第12部 第6話「能面の女が雇った刺客」（1991年11月18日） 琴路役
  - 第13部 第24話「伊織を狙う狐面の女」（1993年4月26日） お園役
- 水戸黄門（TBS / C.A.L）
  - 第15部 第31話「瞼の父は用心棒・諏訪」（1985年8月26日） - 加々美楓役
  - 第20部 第34話「天誅! 謎の虚無僧・富山」（1991年7月1日）美里役
  - 第21部 第2話「陰謀暴いた風車・高山」（1992年4月13日）お久役
  - 第22部 第12話「密命帯びた娘巡礼・徳島」（1993年8月2日）お弓役
  - 第23部 第34話「狸がくれた赤ん坊・信楽」（1995年4月3日） - お幸の方役
  - 第24部 第28話「悪を砕いた世直し剣・長岡」（1996年4月8日）お梶役
- 暴れん坊将軍シリーズ（テレビ朝日 / 東映）
  - 暴れん坊将軍III
    - 第89話「少年は見た 将軍を!」（1989年）

  - 暴れん坊将軍IV
    - 第16話「泣くな妹よ、母ありせば!」（1991年） おせき役
    - 第58話「吉宗変化! お狩場の鬼退治」（1992年） お松役

  - 暴れん坊将軍V
    - 第27話「天下御免の偽十手」（1993年） お喜多の方役

  - 暴れん坊将軍VI
    - 第27話「炎上! 大奥の恋」（1995年） 浦路役
- 将軍家光忍び旅 第1シリーズ 第9話「心優しい暗殺者」（1990年、ANB / 東映） - おかつ役
- また又・三匹が斬る! 第17話「首十両、日本一の韋駄天男！」（1991年、ANB / 東映） - お涼役
- 新・三匹が斬る! 第13話　「松島や、義賊に惚れた花一輪」（1992年、ANB / 東映） - お房
- 名奉行 遠山の金さん 第4シリーズ 第19話「穴蔵の謎 炎に消えた千両箱」（1992年、ANB / 東映） - おあき役
- 江戸を斬るVIII 第5話「意外な目撃者」（1994年、TBS / C.A.L） おとよ役
- 長七郎江戸日記 第2シリーズ 第55話「蛍の哭く川」（1989年、日本テレビ） お甲役
- 火曜サスペンス劇場 / 女監察医・室生亜季子「指紋」（1997年、日本テレビ） 竹井陽子役
- ウルトラマンマックス 第9話「龍の恋人」（2005年、CBC） 婦人役
- お江戸吉原事件帖 第8話「吉原炎上! 最後の仇討ち」（2007年、テレビ東京・C.A.L）

### テレビ
- 一枚の写真（1989年、フジテレビ）

### 舞台
- 『孤愁の岸』（1993年、帝国劇場）

## 宝塚時代の受賞歴
※『歌劇』1982年4月号（宝塚歌劇団）の86-87頁を参考にした。
舞踊賞
- 『ブリガドーン』（1974年11月）

努力賞
- 『ザッツ・ファミリー』（1975年11月〜12月）
- 『星影の人』（1976年6月〜8月）
- 『鶯歌春』／『マンハッタン・ラグ』（1977年2月〜3月）